# وزارة البلديات والإسكان
وزارة البلديات والإسكان (وزارة الشؤون البلدية والقروية والإسكان سابقاً)، هي الوزارة المسؤولة عن التخطيط العمراني لمدن المملكة العربية السعودية، إضافة إلى إدارة الخدمات اللازمة للحفاظ على نظافة وصحة البيئة بالمملكة، ويتولى رئاسة الوزارة ماجد الحقيل. تأسست الوزارة عام 1395هـ، وفي عام 1442هـ صدر أمر ملكي بضم وزارة الإسكان إليها، وفي 21 يوليو 2024 الموافق 15 محرم 1446 هـ صدر أمرٌ ملكيٌّ بتعديل اسم "وزارة الشؤون البلدية والقروية والإسكان" ليكون "وزارة البلديات والإسكان".

## نشأة الوزارة
في عام 1357 هـ، صدر نظام أمانة العاصمة والبلديات والذي يعتبر أول نظام مستقل للبلديات يقع في (83) مادة. وقد ألغى هذا النظام الأحكام الخاصة بالمجالس العمومية البلدية التي تضمنها التعليمات الأساسية كما ألغى نظام دائرة البلدية السابق. وقد نصت المادة السادسة من نظام أمانة العاصمة على أن مرجع أمانة العاصمة يكون النيابة العامة ومرجع البلديات في بقية أنحاء المملكة الحكام الإداريون. وعندما أنشئت وزارة الداخلية أصبحت مرجعاً لجميع البلديات وأنشأت الوزارة في جهازها إدارة ترعى أمور البلديات سميت «إدارة البلديات».
وفي عام 1382هـ، ونتيجة لنمو الخدمات البلدية المقدمة للمواطنين; صدر قرار مجلس الوزراء رقم (517) وتاريخ 25/9/1382 هـ، بالموافقة على تطوير ورفع مستوى إدارة البلديات بإنشاء وكالة لشئون البلديات ترتبط بوزارة الداخلية، أنيط بها الإشراف على جميع شئون البلديات ومصالح المياه وتنمية مواردهما والقيام بمسؤوليات الدراسة والتخطيط لتطوير الخدمات البلدية في المملكة وصدر في عام 1384هـ الأمر الملكي الكريم رقم 17 في 13/8/1384هـ بتعيين أول وكيل لهذه الوكالة ثم صدر الأمر الملكي الكريم رقم 141/1 في 4/7/1395 هـ بجعل المستوى الإشرافي للوكالة على مستوى نائب وزير الداخلية لشؤون البلديات بالمرتبة الممتازة. وفي عام 1395 هـ تم إنشاء وزارة الشئون البلدية والقروية بموجب الأمر الملكي رقم (أ/266) وتاريخ 8/10/1395 هـ.

## برامج الوزارة

### صحة البيئة
يقدم برنامج صحة البيئة عدد من اللوائح وأدلة صحة البيئة التي يتم نشرها على الإنترنت لتوعية المواطنين بها مثل الدليل الفني لنظام تحليل المخاطر ونقاط التحكم الحرجة، ودليل مضافات الأغذية، وكتيب الأغذية المعدلة وراثيا، وبرامج توعية تلاميذ المراحل الدراسية بقضايا التغذية وسلامة الغذاء، وغيرها من الأدلة.

## المنصات
في 3 أبريل 2024 أطلقت وزارة البلديات والإسكان النسخة الجديدة لتطبيق "بلدي"؛ حيث يوفر التطبيق تجربة رقمية متطورة تجمع بين الخدمات البلدية للأنشطة التجارية والخدمات اليومية التي يحتاجها سكان المدن، وتحقيقاً لمستهدفات رؤية السعودية 2030 في خلق مجتمع حضري متطور ومستدام".

## الوزراء  منذ تأسيسها
| الوزير                                             | الفترة                      |
| -------------------------------------------------- | --------------------------- |
| الأمير ماجد بن عبد العزيز آل سعود                  | 1395هـ حتى عام 1399هـ       |
| الأمير متعب بن عبد العزيز آل سعود                  | 1399هـ حتى عام 1403هـ       |
| الدكتور إبراهيم بن عبد الله العنقري                | 1403هـ حتى عام 1409هـ       |
| الدكتور خالد بن محمد العنقري                       | 1409هـ حتى عام 1412هـ       |
| الدكتور محمد بن عبد العزيز بن عبدالله آل الشيخ     | 1412هـ حتى عام 1416هـ       |
| الدكتور محمد بن إبراهيم الجار الله                 | 1416 هـ حتى عام 1424 هـ     |
| الأمير متعب بن عبد العزيز آل سعود                  | 1424هـ حتى عام 1430 هـ      |
| الأمير الدكتور منصور بن متعب بن عبد العزيز آل سعود | 1430 هـ حتى عام 1436 هـ     |
| المهندس عبد اللطيف بن عبد الملك آل الشيخ           | عام 1436 هـ حتى عام 1440 هـ |
| الدكتور ماجد بن عبدالله القصبي (مكلف)              | عام 1440 هـ حتى عام 1441 هـ |
| ماجد الحقيل (مكلف)                                 | عام 1441 هـ حتى الآن        |

## وصلات خارجية
- الموقع الرسمي
 (بالعربية والإنجليزية)